# Anthony Raftery

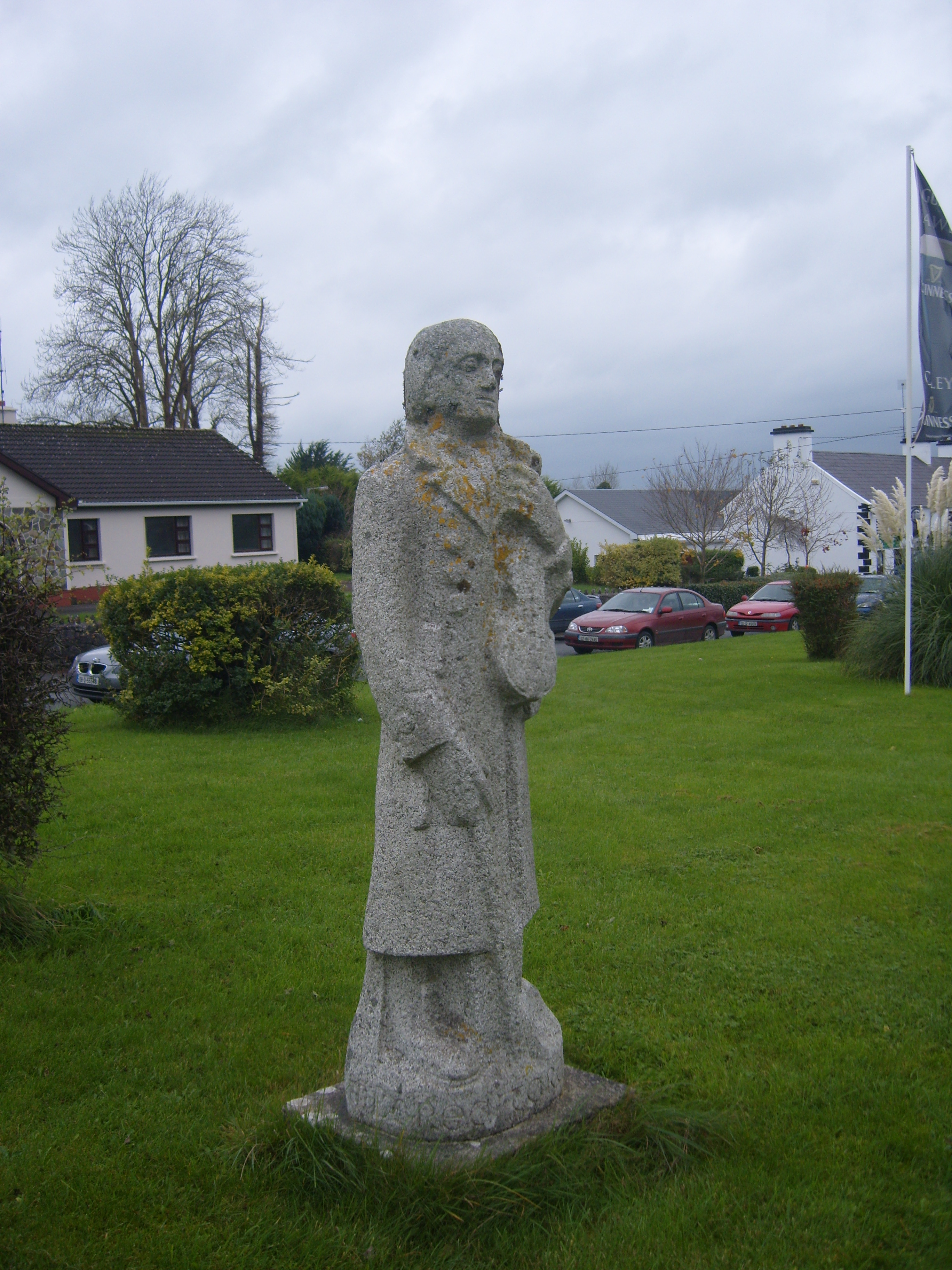
Pomnik Raftery'ego w Galway

Anthony Raftery, irl. Antoine Ó Reachtabhra (ur. ok. 1784, zm. 1835) – irlandzki poeta, ostatni wielki twórca literatury irlandzkojęzycznej, nazywany ostatnim bardem.
Niewidomy od urodzenia Raftery pochodził z Kiltimagh w hrabstwie Mayo. Wzorem dawnych irlandzkich pieśniarzy wędrował po wyspie, pojawiając się w czasie różnych festynów i odpustów, gdzie grając na skrzypcach śpiewał skomponowane przez siebie pieśni. Pochowano go w Craughwell w hrabstwie Galway.
Utwory Raftery'ego przez dziesiątki lat przekazywane były z ust do ust, tak iż nieznana jest ich całkowita liczba, a z tych spisanych dopiero długo po śmierci poety wiele ma po kilka wersji. Pierwszy zbiór jego wierszy został wydany drukiem w 1903 roku w Dublinie.